# Arnold Schulman
Arnold Schulman, född 11 augusti 1925 i Philadelphia, Pennsylvania, död 4 februari 2023 i Santa Monica, Los Angeles, Kalifornien, var en amerikansk manusförfattare, pjäsförfattare och sångtextförfattare.

## Filmmanus
- 2003 - Barbra Streisand: The Movie Album
- 1993 - And the Band Played On
- 1988 - Tucker - en man och hans dröm
- 1985 - A Chorus Line
- 1979 - Players
- 1975 - Won Ton Ton, the Dog Who Saved Hollywood
- 1974 - Funny Lady
- 1969 - Goodbye, Columbus
- 1963 - Love with the Proper Stranger
- 1960 - Cimarron
- 1959 - Livet är härligt

## Producent
- 1975 - Won Ton Ton, the Dog Who Saved Hollywood